# Podsadnikowate
Podsadnikowate (Splachnaceae Grev. & Arn.) – rodzina mchów należąca do rzędu podsadnikowców (Splachnales (M. Fleisch.) Ochyra).  Przedstawiciele występują niemal na całym świecie, od rejonów tropikalnych po okołobiegunowe. Rodzajem typowym jest podsadnik Splachnum Hedw..

## Systematyka
Rodzina Splachnaceae Grev. & Arn. należy do rzędu Splachnales (M. Fleisch.) Ochyra, nadrzędu Bryanae (Engl.) Goffinet & W. R. Buck, podklasy Bryidae Engl., klasy Bryopsida Rothm., podgromady Bryophytina Engler, gromady Bryophyta Schimp.
Do rodziny podsadnikowatych należą rodzaje:
- Aplodon R. Br.
- Moseniella Broth.
- Splachnum Hedw. – podsadnik
- Tayloria Hook. – długoszyj
- Tetraplodon Bruch & Schimp.
- Voitia Hornsch.

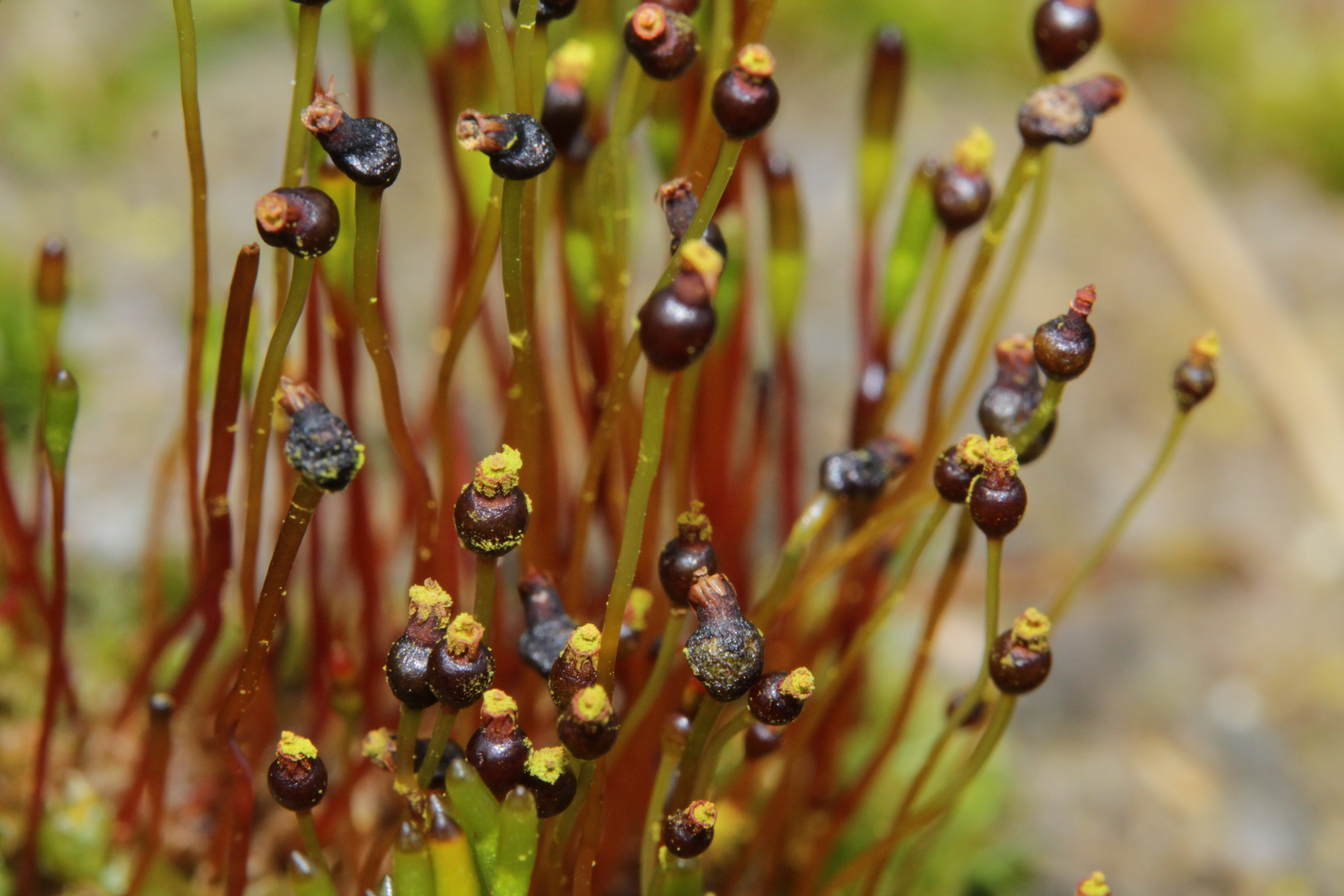
Splachnum sphaericum
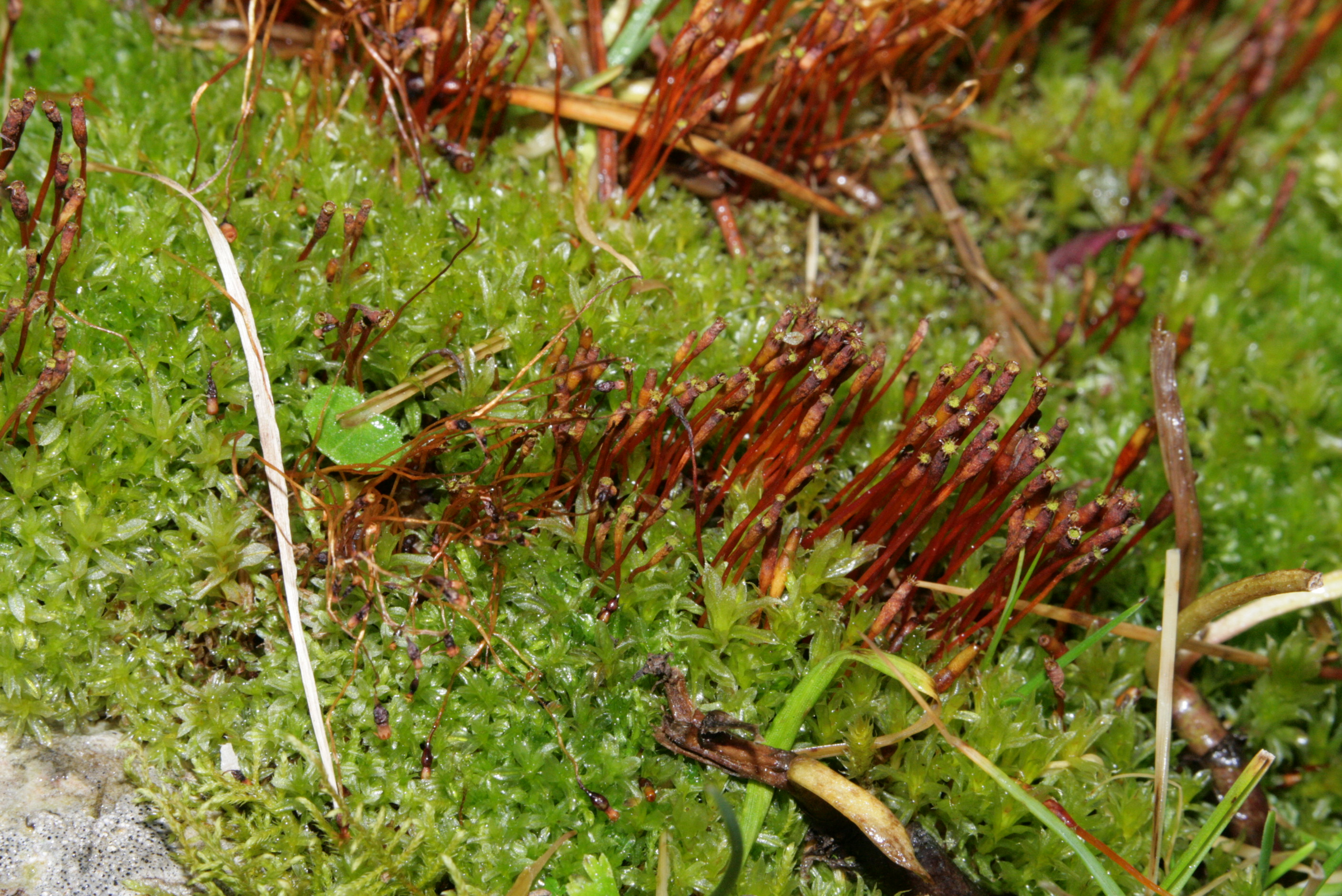
Tayloria serrata
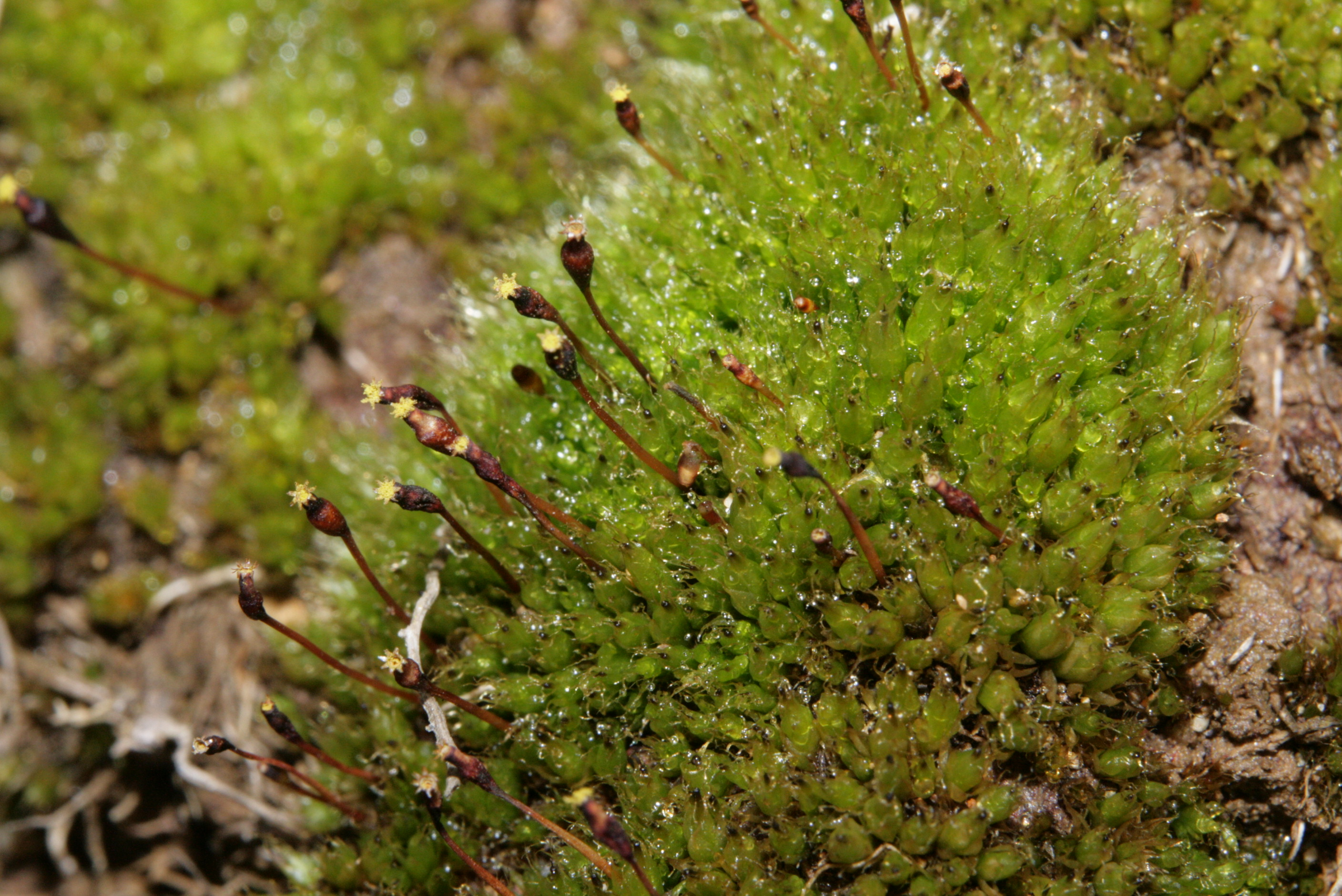
Tetraplodon mnioides

## Ochrona
Niektórzy przedstawiciele rodziny występujący w Polsce podlegają ochronie prawnej, w tym: podsadnik kulisty Splachnum sphaericum (ochrona ścisła od 2004 r.), podsadnik pęcherzykowaty Splachnum ampullaceum (ochrona ścisła w latach 2004–2014 r., częściowa od 2014 r.), długoszyj piłkowany Tayloria serrata (ochrona ścisła w latach 2004–2014, częściowa od 2014).